# ژیگیلدا
ژیگیلدا (روسی: Жигилда) یک دریاچه در سرزمین آلتای کشور روسیه است.